# كاتدرائية القديس جاورجيوس للروم الأرثوذكس
كاتدرائية القديس جاورجيوس للروم الأرثوذكس هي كنيسة تعتبر مقر مطرانية الروم الأرثوذكس في بيروت والأقاليم التابعة لها. وهي أقدم كنيسة موجودة بالمدينة، تقع بالقرب من ساحة النجمة في العاصمة اللبنانية بيروت. وهذه الكنيسة بُنيت على أنقاض كنيسة أنستسي الرومانية القديمة.

## التاريخ
بنيت هذه الكنيسة على أنقاض كنيسة «أنستسي» بقرار من الإمبراطور البيزنطي ثيودوسيوس الثاني، ونفذ العمل أسقف بيروت أستاثيوس سنة 450 بعد الميلاد، وكانت قد بنيت بالقرب من مدرسة الحقوق والتي أسسها جستينيان الأول. دمرت بواسطة زلزال سنة 551 وأعيد بنائها خلال القرن الثاني عشر. سنة 1759 دمرت بزلزال آخر ضرب المنطقة، ليعاد بنائها من جديد بمذبح واحد مخصص للقديس جاورجيوس، لكنها انهارت بعد 3 سنوات. أعيد بنائها على شكلها الحالي سنة 1772 وأصبحت بثلاث مذابح.
تعرضت في العصر الحديث للحرق والتدمير أثناء الحرب الأهلية اللبنانية، لكن بعد انتهاء الحرب تم البدء بحملات تنقيب واستكشاف ثم إعادة ترميمها وافتتاحها سنة 2003، كما تم افتتاح متحف أسفل الكنيسة سنة 2010، تعرض فيه الفسيفساء والمدافن القديمة.